# توماس إيفان غامبل
توماس إيفان غامبل هو فلاح وسياسي كندي، ولد في 2 أبريل 1883. انتخب عضو المجلس التشريعي من ساسكاتشوان.